# تيعشاش (آيت العربي)
تيعشاش هو دُوَّار يقع بجماعة مولاي عيسى بن إدريس، إقليم أزيلال، جهة بني ملال خنيفرة في المملكة المغربية. ينتمي الدوّار لمشيخة آيت العربي التي تضم 5 دواوير. يقدر عدد سكانه بـ 202 نسمة حسب الإحصاء الرسمي للسكان والسكنى لسنة 2004.

## روابط خارجية
- البوابة الوطنية للجماعات الترابية نسخة محفوظة 12 مارس 2018 على موقع واي باك مشين.
- المندوبية السامية للتخطيط